# SBB Am 6/6
Die SBB Am 6/6, neue Bezeichnung Am 861, war eine schwere Rangierlokomotive der Schweizerischen Bundesbahnen (SBB). Sie wurde vor allem für den Betrieb am Ablaufberg eingesetzt.
Der 1977 in wesentlichen Teilen in Betrieb genommene Rangierbahnhof Limmattal war im Ablaufbergbetrieb für thermische Traktion konzipiert worden. Für den Betrieb wurde ein Bedarf von sechs Lokomotiven errechnet. Für diese Art Rangierbetrieb sind vor allem hohe Anfahrzugkräfte und ein Mittelführerstand notwendig. Zudem sollte mit einem leistungsfähigen Dieselloktyp die Reserve für Hilfeleistungen bei Ausfall der elektrischen Zugförderung erhöht werden.
Technisch stammen die Am 6/6 von den Versuchslokomotiven DE2500 ab; entsprechend sind sie mit Drehstrom-Asynchron-Fahrmotoren und Flexifloat-Drehgestellen (ohne  Drehzapfen und Wiege) ausgerüstet. Die SBB hatten bereits 1963 die Initiative ergriffen, eine fahrdrahtgespeiste Versuchs-Umrichterlokomotive mit Asynchron-Fahrmotoren zu bauen. In enger Zusammenarbeit mit der Firma Brown, Boveri & Cie. (BBC) konnte 1972 der entsprechende Versuchsträger Be 4/4 12001 in Betrieb genommen werden. Die Am 6/6 waren nun, basierend auf der Be 4/4 und den DE2500, als weiterer Entwicklungsschritt gedacht, der dann in der schweren elektrischen Rangierlok Ee 6/6 II seine Fortsetzung fand.
Sechs Lokomotiven mit den Nummern 18521–18526 wurden 1973 bestellt und 1976 in Dienst gestellt. Ende der 1990er Jahre wurde ihre Elektronik modernisiert. Heute sind alle vier noch vorhandenen Lokomotiven ausrangiert (per März 2020) und warten auf ihren Abbruch (Stand 12. April 2020). Die erste (Am 6/6 18524) wurde am 26. Januar 2004 ausrangiert und diente als Ersatzteilspender.